# 张皓
张皓（1981年11月8日—），汉族，歌手，畢業於厦门大学。2007年代表中国大陆参加香港TVB8举行的《TVB全球华人新秀歌唱大赛》最终获得总亚军，从而出道，代表作品《都是我不好》《听天由命》等。

## 主要经历
2004年 入围了全国歌手“金号奖”，
2005年 夺得SONY BMG全国“新人王”大赛冠军
2006年 “华纳太格”全球网络歌手大赛总冠军
2007年 拿到了香港TVB“全球华人新秀歌唱大赛”的亚军和完美音色大奖，随后签约北京太格印象，开始完美历练的旅程，实力冲击流行乐坛，发行首张专辑《听天由命》，后在兵团卫视《星推荐》等节目担任主持人。

## 音乐作品
- 第一张专辑：2007年8月12日《听天由命》，发行公司：北京太格印象
  - 专辑曲目：01和他在一起、02都是我不好、03沉爱、04逃 、05等你回来、06听天由命